# Транспорт в Сенегале

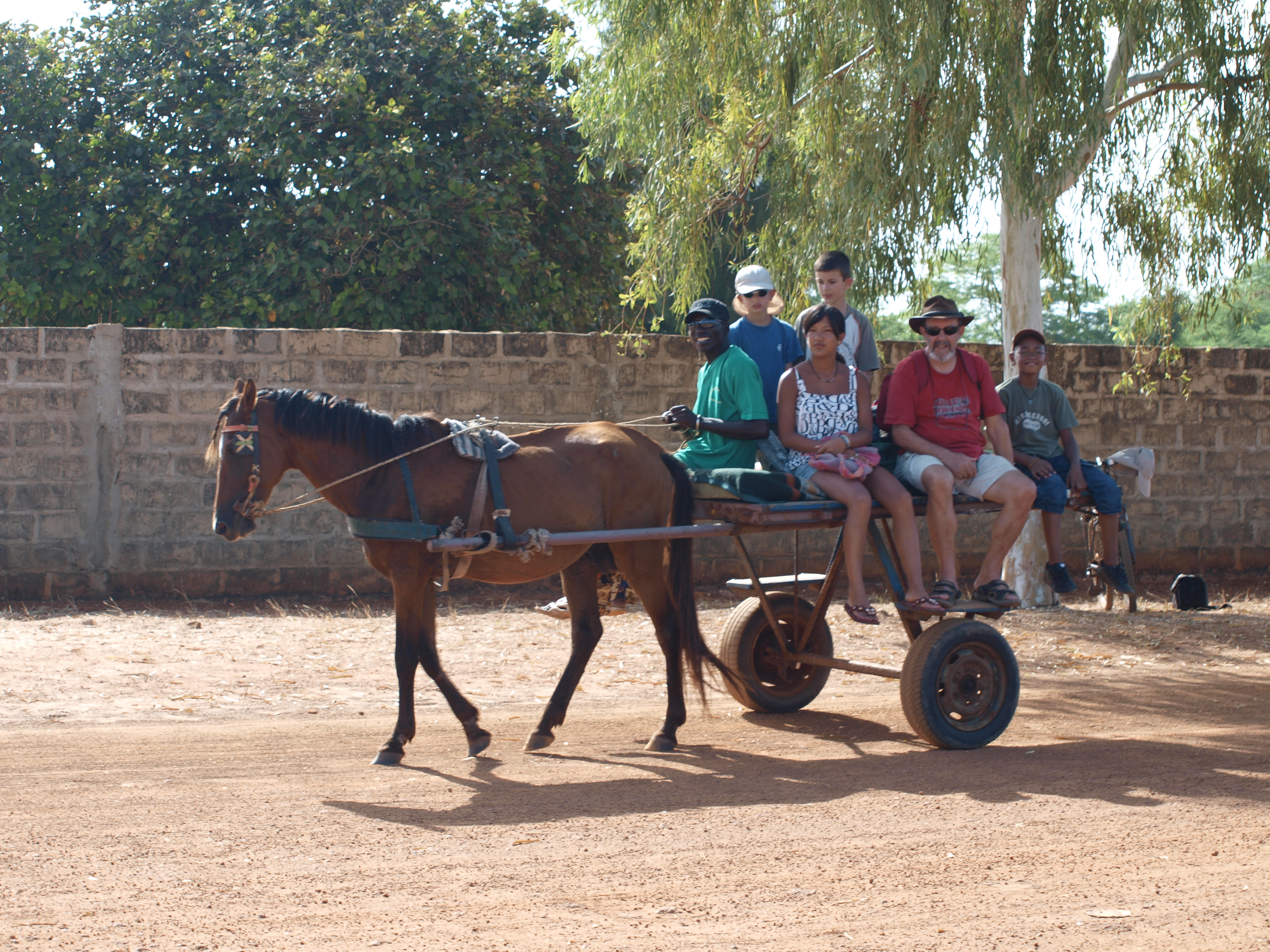
Извозчик в Сенегале

Тра́нспорт в Сенега́ле (фр. Transport au Sénégal) — обширная и разнообразная система средств, предназначенная для перевозок пассажиров и грузов в Сенегале.
Большая часть транспортной инфраструктуры страны, находится в плачевном состоянии. Среди населения до сих пор в ходу такие транспортные средства, как арба и пирога.

## Железнодорожный транспорт

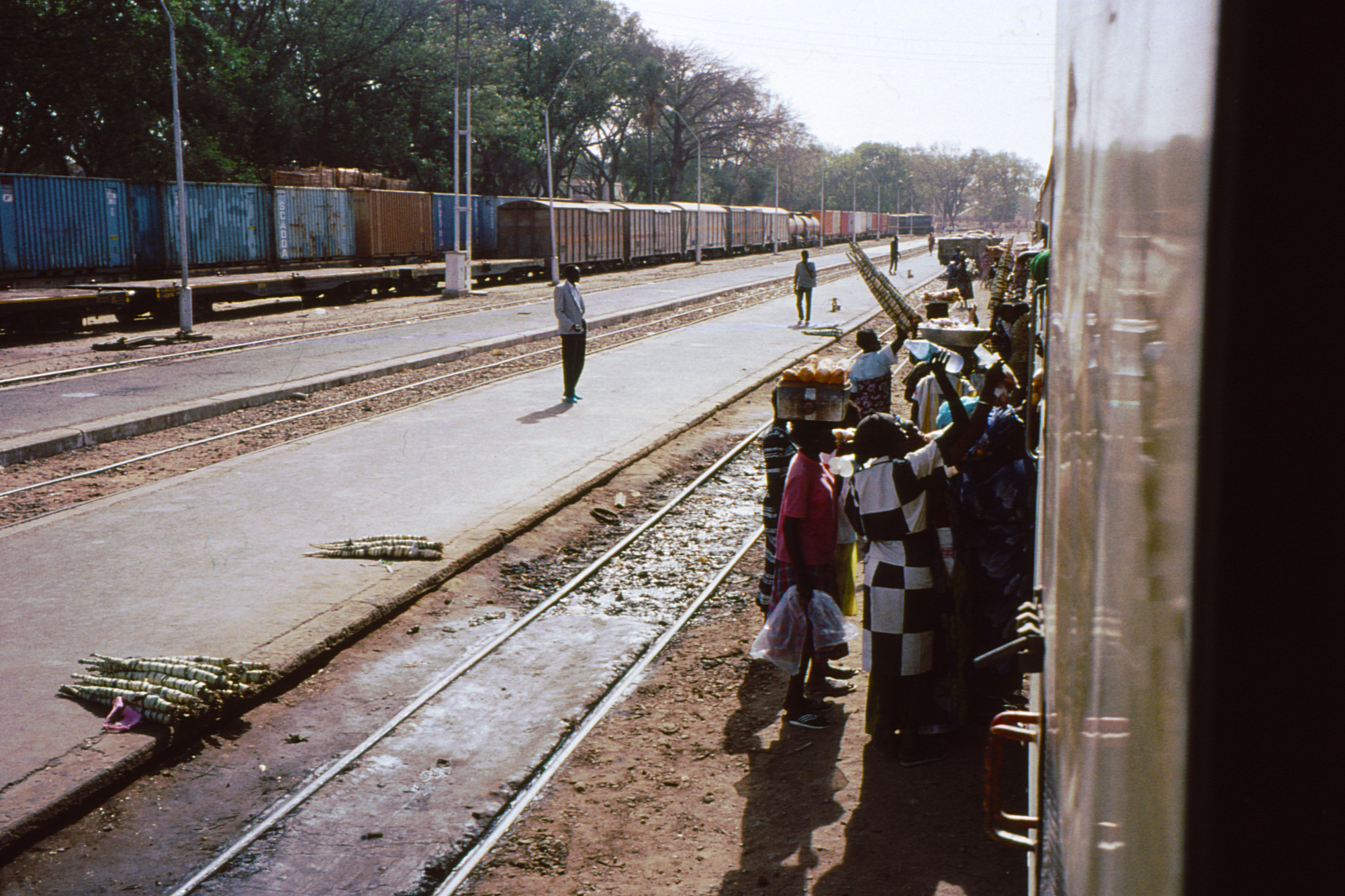
Железнодорожный вокзал в Дакаре

Во время правления Луи Леона Сезара Федерба в Сенегале была построена железная дорога, соединяющая Дакар и Сент-Луи. Это первая железная дорога в Западной Африке, была официально открыта 6 июля 1885 года. Железнодорожные станции в Дакаре и Сент-Луи были построены в тот же период. В настоящее время пассажирские поезда между Дакаром и Сент-Луи не ходят. Главная железная дорога в стране, также метровой ширины колеи, связывает Сенегал со столицей Мали — Бамако, внутри страны железная дорога слабо развита.
Всего километров железных дорог: 906 км (2014)

Место страны в мире: 91.

## Автомобильные дороги

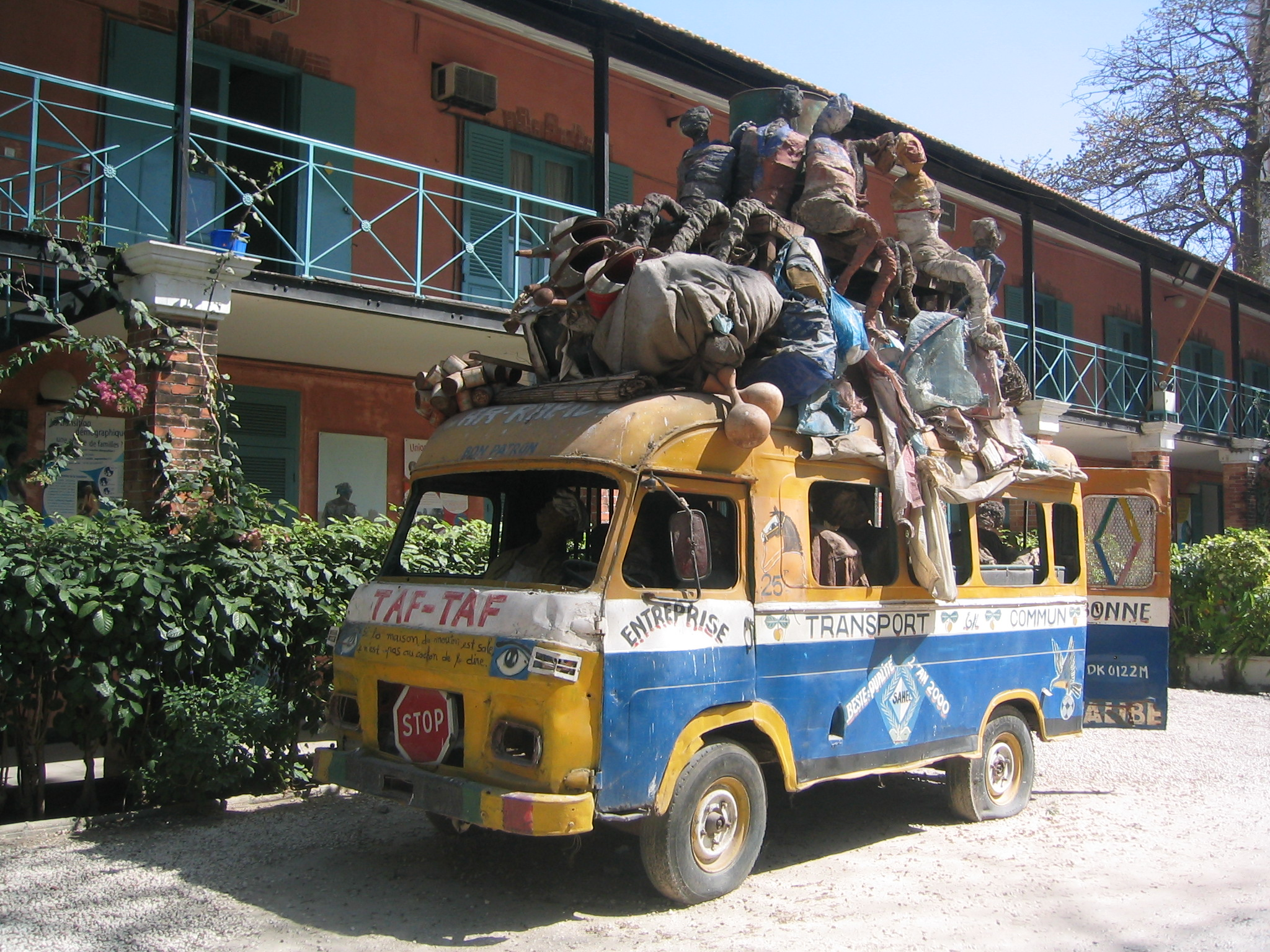
Грузовое такси в Сенегале

Личный транспорт сенегальцев богато украшен, раскрашен и покрыт религиозными надписями, эти автомобили являются неотъемлемой частью пейзажа Сенегала. Автомобили такси раскрашены в желто-черные цвета, большинство из них 1980-х годов. Культура вождения сенегальцев очень плохая. В Дакаре есть также муниципальные автобусы.
Общий километраж дорог в Сенегале: 15,000 км

Место страны в мире: 125

асфальтированные дороги: 5,300 км

дороги без асфальта: 9,700 км (на 2015 год).

## Водный транспорт

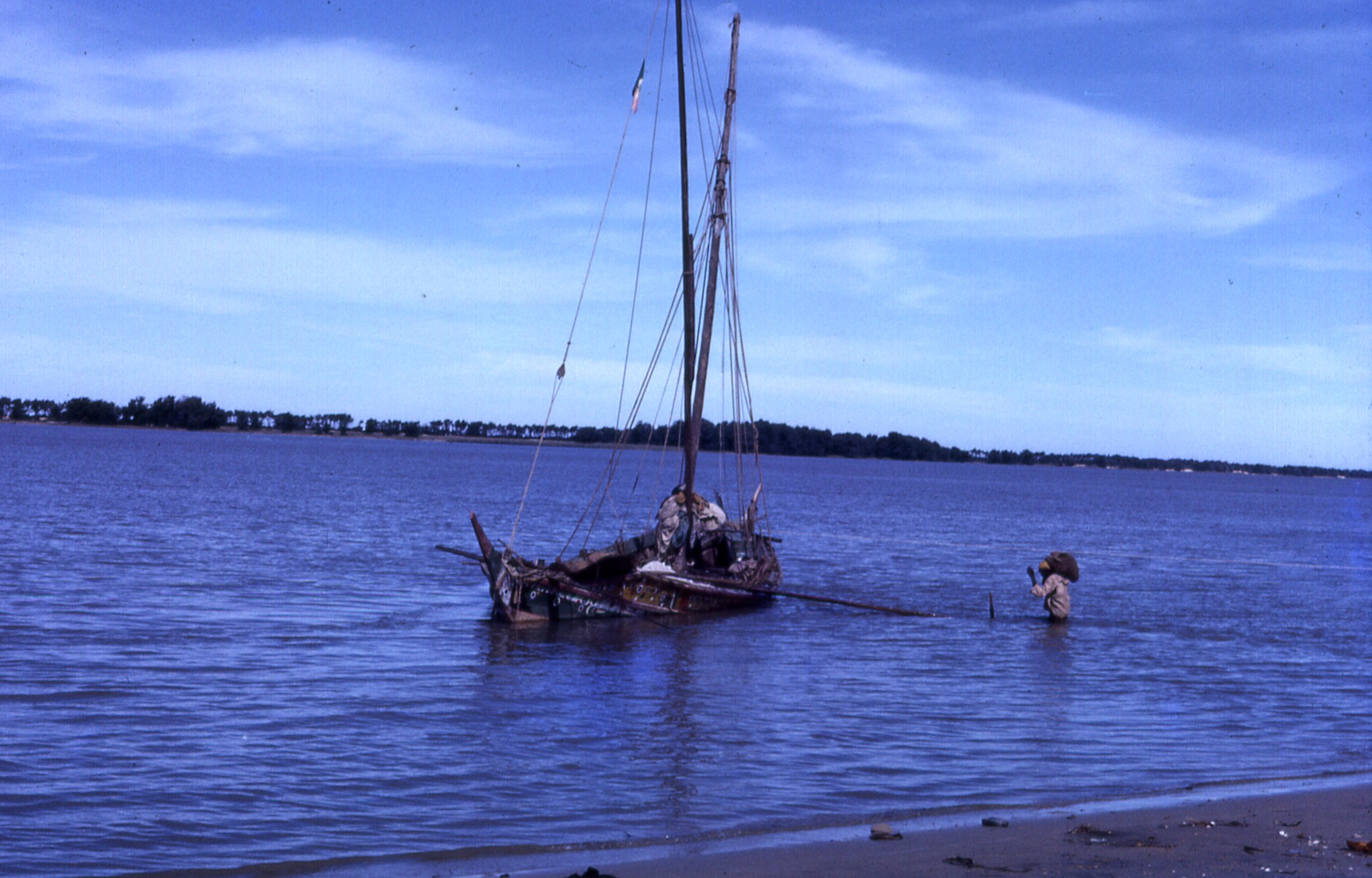
Лодка в Сенегале

Наиболее важные порты страны расположены в городах: Дакар, Сент-Луи, Каолак и Зигиншор. В 2002 году возле Казаманса затонул сенегальский корабль MV Le Joola, погибло 1863 человека. На острове Карабан нет современных портов и инфраструктуры способной принять корабли. На острове безработица, что способствуют растущему числу молодых сенегальцев, которые решили покинуть Карабан и отправиться на самодельных лодках, на свой страх и риск, на Канарские острова.
Длина водных путей сообщения: 1,000 км (преимущественно по рекам Сенегал, Салум и Казаманс
 
место страны в мире: 64.

## Авиационный транспорт

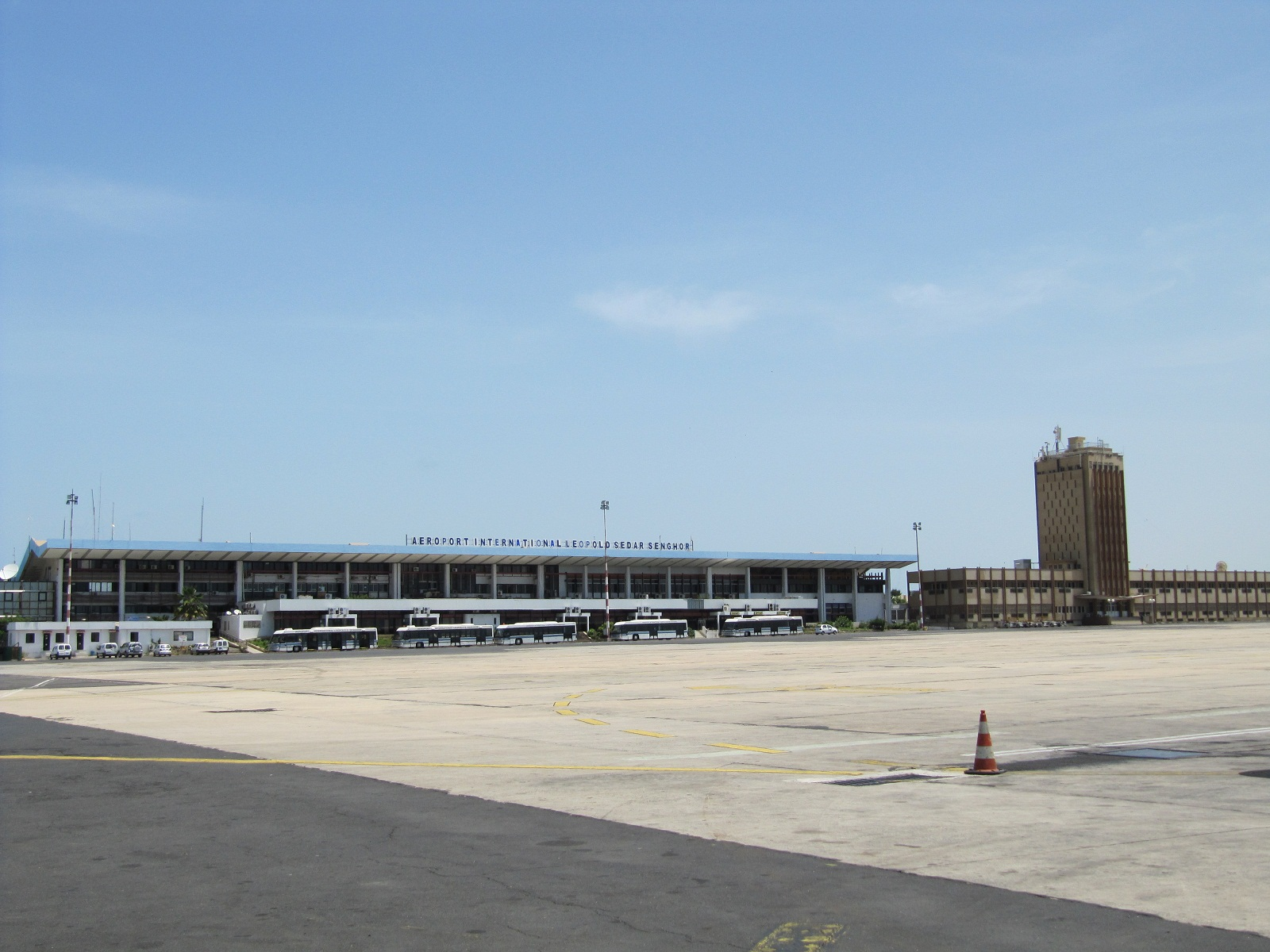
Аэропорт в Дакаре

В 2013 году в Сенегале было 20 гражданских и военных аэропортов. Международный аэропорт Дакар-Леопольд Седар Сенгор является лучшим аэропортом государства. Строительство нового современного аэропорта в Диассе (посёлок в сорока километрах от Дакара), началось 4 апреля 2007 года. В Сент-Луи, Кап-Скирринге, Зигиншоре и Тамбакунде также есть аэропорты.
Всего аэропортов: 20

длина взлётно-посадочной полосы: от 1,524 до 2,437 метров: 9

от 914 до 1,523 м: 9

до 914 м: 2 (на 2013 год).